# Frederik van Hessen-Darmstadt (1870-1873)
Frederik Willem Augustus Victor Leopold Lodewijk van Hessen-Darmstadt (Darmstadt, 7 oktober 1870 – aldaar, 29 mei 1873) was de tweede zoon van groothertog Lodewijk IV van Hessen-Darmstadt en prinses Alice van Saksen-Coburg en Gotha, de tweede dochter van koningin Victoria van het Verenigd Koninkrijk. 

## Leven
Frederik, die in het gezin Fritti werd genoemd, was een levendig en vrolijk kind. Hij leed, evenals zijn peetoom Leopold van Albany (en vele andere nazaten van koningin Victoria) aan hemofilie. 

## Dood
De ziekte werd in januari 1873 vastgesteld toen hij een snee in zijn oor had en drie dagen lang bleef bloeden. In mei 1873 waren Frederik en zijn broertje Ernst Lodewijk aan het spelen op de slaapkamer van hun moeder. Ernst rende uit de kamer naar een ander vertrek dat haaks op deze slaapkamer stond. Daar hing hij uit het raam en zwaaide naar zijn broertje. Hun moeder zag dit en holde naar Ernst om hem bij het raam weg te halen. Tezelfdertijd was Frittie in de slaapkamer op een stoel geklommen, om daar uit het raam terug te kunnen zwaaien naar Ernst. De stoel viel om en Frederik viel zes meter lager op een balustrade. Hij overleed enkele uren later aan een intracerebraal hematoom.
De dood van de kleine prins was een eerste slag in het gezin dat later nog door veel ellende zou worden getroffen. Vijf jaar later overleed het jongste kind van het gezin, Marie aan difterie. Twee andere kinderen, Elisabeth en Alexandra zouden slachtoffer worden van de Russische Revolutie. Verschillende nazaten hadden eveneens hemofilie. Een zoon en twee kleinzoons van Ernst Lodewijk zouden omkomen bij een vliegtuigongeluk bij Oostende.

## Kwartierstaat
| Lodewijk II van Hessen-Darmstadt (1777-1848)    | Lodewijk II van Hessen-Darmstadt (1777-1848)    | Lodewijk II van Hessen-Darmstadt (1777-1848)    | Lodewijk II van Hessen-Darmstadt (1777-1848)    | Lodewijk II van Hessen-Darmstadt (1777-1848)    | Lodewijk II van Hessen-Darmstadt (1777-1848)    | Wilhelmina van Baden (1788-1836)       | Wilhelmina van Baden (1788-1836)       | Wilhelmina van Baden (1788-1836)           | Wilhelmina van Baden (1788-1836)           | Wilhelmina van Baden (1788-1836)             | Wilhelmina van Baden (1788-1836)             |                                              |                                              | Willem van Pruisen (1783-1851)               | Willem van Pruisen (1783-1851)               | Willem van Pruisen (1783-1851)         | Willem van Pruisen (1783-1851)         | Willem van Pruisen (1783-1851)         | Willem van Pruisen (1783-1851)         | Marie Anne Amalie van Hessen-Homburg (1785-1846) | Marie Anne Amalie van Hessen-Homburg (1785-1846) | Marie Anne Amalie van Hessen-Homburg (1785-1846) | Marie Anne Amalie van Hessen-Homburg (1785-1846) | Marie Anne Amalie van Hessen-Homburg (1785-1846) | Marie Anne Amalie van Hessen-Homburg (1785-1846) |                                                 |                                                 | Ernst I van Saksen-Coburg en Gotha (1784-1844)  | Ernst I van Saksen-Coburg en Gotha (1784-1844)  | Ernst I van Saksen-Coburg en Gotha (1784-1844) | Ernst I van Saksen-Coburg en Gotha (1784-1844) | Ernst I van Saksen-Coburg en Gotha (1784-1844) | Ernst I van Saksen-Coburg en Gotha (1784-1844) | Louise van Saksen-Gotha-Altenburg (1800-1831) | Louise van Saksen-Gotha-Altenburg (1800-1831) | Louise van Saksen-Gotha-Altenburg (1800-1831) | Louise van Saksen-Gotha-Altenburg (1800-1831) | Louise van Saksen-Gotha-Altenburg (1800-1831) | Louise van Saksen-Gotha-Altenburg (1800-1831) |                                              |                                              | Eduard August van Kent (1767-1820)           | Eduard August van Kent (1767-1820)           | Eduard August van Kent (1767-1820)               | Eduard August van Kent (1767-1820)               | Eduard August van Kent (1767-1820)               | Eduard August van Kent (1767-1820)               | Victoire van Saksen-Coburg-Saalfeld ((1786-1861) | Victoire van Saksen-Coburg-Saalfeld ((1786-1861) | Victoire van Saksen-Coburg-Saalfeld ((1786-1861) | Victoire van Saksen-Coburg-Saalfeld ((1786-1861) | Victoire van Saksen-Coburg-Saalfeld ((1786-1861) | Victoire van Saksen-Coburg-Saalfeld ((1786-1861) |  |  |  |  |  |  |  |  |  |  |  |  |  |  |  |  |  |  |  |  |  |  |  |  |  |  |  |  |  |  |  |  |  |  |  |  |  |  |  |  |  |  |  |  |  |  |  |  |
| Lodewijk II van Hessen-Darmstadt (1777-1848)    | Lodewijk II van Hessen-Darmstadt (1777-1848)    | Lodewijk II van Hessen-Darmstadt (1777-1848)    | Lodewijk II van Hessen-Darmstadt (1777-1848)    | Lodewijk II van Hessen-Darmstadt (1777-1848)    | Lodewijk II van Hessen-Darmstadt (1777-1848)    | Wilhelmina van Baden (1788-1836)       | Wilhelmina van Baden (1788-1836)       | Wilhelmina van Baden (1788-1836)           | Wilhelmina van Baden (1788-1836)           | Wilhelmina van Baden (1788-1836)             | Wilhelmina van Baden (1788-1836)             |                                              |                                              | Willem van Pruisen (1783-1851)               | Willem van Pruisen (1783-1851)               | Willem van Pruisen (1783-1851)         | Willem van Pruisen (1783-1851)         | Willem van Pruisen (1783-1851)         | Willem van Pruisen (1783-1851)         | Marie Anne Amalie van Hessen-Homburg (1785-1846) | Marie Anne Amalie van Hessen-Homburg (1785-1846) | Marie Anne Amalie van Hessen-Homburg (1785-1846) | Marie Anne Amalie van Hessen-Homburg (1785-1846) | Marie Anne Amalie van Hessen-Homburg (1785-1846) | Marie Anne Amalie van Hessen-Homburg (1785-1846) |                                                 |                                                 | Ernst I van Saksen-Coburg en Gotha (1784-1844)  | Ernst I van Saksen-Coburg en Gotha (1784-1844)  | Ernst I van Saksen-Coburg en Gotha (1784-1844) | Ernst I van Saksen-Coburg en Gotha (1784-1844) | Ernst I van Saksen-Coburg en Gotha (1784-1844) | Ernst I van Saksen-Coburg en Gotha (1784-1844) | Louise van Saksen-Gotha-Altenburg (1800-1831) | Louise van Saksen-Gotha-Altenburg (1800-1831) | Louise van Saksen-Gotha-Altenburg (1800-1831) | Louise van Saksen-Gotha-Altenburg (1800-1831) | Louise van Saksen-Gotha-Altenburg (1800-1831) | Louise van Saksen-Gotha-Altenburg (1800-1831) |                                              |                                              | Eduard August van Kent (1767-1820)           | Eduard August van Kent (1767-1820)           | Eduard August van Kent (1767-1820)               | Eduard August van Kent (1767-1820)               | Eduard August van Kent (1767-1820)               | Eduard August van Kent (1767-1820)               | Victoire van Saksen-Coburg-Saalfeld ((1786-1861) | Victoire van Saksen-Coburg-Saalfeld ((1786-1861) | Victoire van Saksen-Coburg-Saalfeld ((1786-1861) | Victoire van Saksen-Coburg-Saalfeld ((1786-1861) | Victoire van Saksen-Coburg-Saalfeld ((1786-1861) | Victoire van Saksen-Coburg-Saalfeld ((1786-1861) |  |  |  |  |  |  |  |  |  |  |  |  |  |  |  |  |  |  |  |  |  |  |  |  |  |  |  |  |  |  |  |  |  |  |  |  |  |  |  |  |  |  |  |  |  |  |  |  |
|                                                 |                                                 |                                                 |                                                 |                                                 |                                                 |                                        |                                        |                                            |                                            |                                              |                                              |                                              |                                              |                                              |                                              |                                        |                                        |                                        |                                        |                                                  |                                                  |                                                  |                                                  |                                                  |                                                  |                                                 |                                                 |                                                 |                                                 |                                                |                                                |                                                |                                                |                                               |                                               |                                               |                                               |                                               |                                               |                                              |                                              |                                              |                                              |                                                  |                                                  |                                                  |                                                  |                                                  |                                                  |                                                  |                                                  |                                                  |                                                  |  |  |  |  |  |  |  |  |  |  |  |  |  |  |  |  |  |  |  |  |  |  |  |  |  |  |  |  |  |  |  |  |  |  |  |  |  |  |  |  |  |  |  |  |  |  |  |  |
|                                                 |                                                 |                                                 |                                                 | Karel van Hessen-Darmstadt (1809-1877)          | Karel van Hessen-Darmstadt (1809-1877)          | Karel van Hessen-Darmstadt (1809-1877) | Karel van Hessen-Darmstadt (1809-1877) | Karel van Hessen-Darmstadt (1809-1877)     | Karel van Hessen-Darmstadt (1809-1877)     |                                              |                                              |                                              |                                              |                                              |                                              | Elisabeth van Pruisen (1815-1885)      | Elisabeth van Pruisen (1815-1885)      | Elisabeth van Pruisen (1815-1885)      | Elisabeth van Pruisen (1815-1885)      | Elisabeth van Pruisen (1815-1885)                | Elisabeth van Pruisen (1815-1885)                |                                                  |                                                  |                                                  |                                                  |                                                 |                                                 |                                                 |                                                 |                                                |                                                | Albert van Saksen-Coburg en Gotha (1819-1861)  | Albert van Saksen-Coburg en Gotha (1819-1861)  | Albert van Saksen-Coburg en Gotha (1819-1861) | Albert van Saksen-Coburg en Gotha (1819-1861) | Albert van Saksen-Coburg en Gotha (1819-1861) | Albert van Saksen-Coburg en Gotha (1819-1861) |                                               |                                               |                                              |                                              |                                              |                                              | Victoria van het Verenigd Koninkrijk (1819-1901) | Victoria van het Verenigd Koninkrijk (1819-1901) | Victoria van het Verenigd Koninkrijk (1819-1901) | Victoria van het Verenigd Koninkrijk (1819-1901) | Victoria van het Verenigd Koninkrijk (1819-1901) | Victoria van het Verenigd Koninkrijk (1819-1901) |                                                  |                                                  |                                                  |                                                  |  |  |  |  |  |  |  |  |  |  |  |  |  |  |  |  |  |  |  |  |  |  |  |  |  |  |  |  |  |  |  |  |  |  |  |  |  |  |  |  |  |  |  |  |  |  |  |  |
|                                                 |                                                 |                                                 |                                                 | Karel van Hessen-Darmstadt (1809-1877)          | Karel van Hessen-Darmstadt (1809-1877)          | Karel van Hessen-Darmstadt (1809-1877) | Karel van Hessen-Darmstadt (1809-1877) | Karel van Hessen-Darmstadt (1809-1877)     | Karel van Hessen-Darmstadt (1809-1877)     |                                              |                                              |                                              |                                              |                                              |                                              | Elisabeth van Pruisen (1815-1885)      | Elisabeth van Pruisen (1815-1885)      | Elisabeth van Pruisen (1815-1885)      | Elisabeth van Pruisen (1815-1885)      | Elisabeth van Pruisen (1815-1885)                | Elisabeth van Pruisen (1815-1885)                |                                                  |                                                  |                                                  |                                                  |                                                 |                                                 |                                                 |                                                 |                                                |                                                | Albert van Saksen-Coburg en Gotha (1819-1861)  | Albert van Saksen-Coburg en Gotha (1819-1861)  | Albert van Saksen-Coburg en Gotha (1819-1861) | Albert van Saksen-Coburg en Gotha (1819-1861) | Albert van Saksen-Coburg en Gotha (1819-1861) | Albert van Saksen-Coburg en Gotha (1819-1861) |                                               |                                               |                                              |                                              |                                              |                                              | Victoria van het Verenigd Koninkrijk (1819-1901) | Victoria van het Verenigd Koninkrijk (1819-1901) | Victoria van het Verenigd Koninkrijk (1819-1901) | Victoria van het Verenigd Koninkrijk (1819-1901) | Victoria van het Verenigd Koninkrijk (1819-1901) | Victoria van het Verenigd Koninkrijk (1819-1901) |                                                  |                                                  |                                                  |                                                  |  |  |  |  |  |  |  |  |  |  |  |  |  |  |  |  |  |  |  |  |  |  |  |  |  |  |  |  |  |  |  |  |  |  |  |  |  |  |  |  |  |  |  |  |  |  |  |  |
|                                                 |                                                 |                                                 |                                                 |                                                 |                                                 |                                        |                                        |                                            |                                            | Lodewijk IV van Hessen-Darmstadt (1837-1892) | Lodewijk IV van Hessen-Darmstadt (1837-1892) | Lodewijk IV van Hessen-Darmstadt (1837-1892) | Lodewijk IV van Hessen-Darmstadt (1837-1892) | Lodewijk IV van Hessen-Darmstadt (1837-1892) | Lodewijk IV van Hessen-Darmstadt (1837-1892) |                                        |                                        |                                        |                                        |                                                  |                                                  |                                                  |                                                  |                                                  |                                                  |                                                 |                                                 |                                                 |                                                 |                                                |                                                |                                                |                                                |                                               |                                               |                                               |                                               | Alice van Saksen-Coburg en Gotha (1843-1878)  | Alice van Saksen-Coburg en Gotha (1843-1878)  | Alice van Saksen-Coburg en Gotha (1843-1878) | Alice van Saksen-Coburg en Gotha (1843-1878) | Alice van Saksen-Coburg en Gotha (1843-1878) | Alice van Saksen-Coburg en Gotha (1843-1878) |                                                  |                                                  |                                                  |                                                  |                                                  |                                                  |                                                  |                                                  |                                                  |                                                  |  |  |  |  |  |  |  |  |  |  |  |  |  |  |  |  |  |  |  |  |  |  |  |  |  |  |  |  |  |  |  |  |  |  |  |  |  |  |  |  |  |  |  |  |  |  |  |  |
|                                                 |                                                 |                                                 |                                                 |                                                 |                                                 |                                        |                                        |                                            |                                            | Lodewijk IV van Hessen-Darmstadt (1837-1892) | Lodewijk IV van Hessen-Darmstadt (1837-1892) | Lodewijk IV van Hessen-Darmstadt (1837-1892) | Lodewijk IV van Hessen-Darmstadt (1837-1892) | Lodewijk IV van Hessen-Darmstadt (1837-1892) | Lodewijk IV van Hessen-Darmstadt (1837-1892) |                                        |                                        |                                        |                                        |                                                  |                                                  |                                                  |                                                  |                                                  |                                                  |                                                 |                                                 |                                                 |                                                 |                                                |                                                |                                                |                                                |                                               |                                               |                                               |                                               | Alice van Saksen-Coburg en Gotha (1843-1878)  | Alice van Saksen-Coburg en Gotha (1843-1878)  | Alice van Saksen-Coburg en Gotha (1843-1878) | Alice van Saksen-Coburg en Gotha (1843-1878) | Alice van Saksen-Coburg en Gotha (1843-1878) | Alice van Saksen-Coburg en Gotha (1843-1878) |                                                  |                                                  |                                                  |                                                  |                                                  |                                                  |                                                  |                                                  |                                                  |                                                  |  |  |  |  |  |  |  |  |  |  |  |  |  |  |  |  |  |  |  |  |  |  |  |  |  |  |  |  |  |  |  |  |  |  |  |  |  |  |  |  |  |  |  |  |  |  |  |  |
|                                                 |                                                 |                                                 |                                                 |                                                 |                                                 |                                        |                                        |                                            |                                            |                                              |                                              |                                              |                                              |                                              |                                              |                                        |                                        |                                        |                                        |                                                  |                                                  |                                                  |                                                  |                                                  |                                                  |                                                 |                                                 |                                                 |                                                 |                                                |                                                |                                                |                                                |                                               |                                               |                                               |                                               |                                               |                                               |                                              |                                              |                                              |                                              |                                                  |                                                  |                                                  |                                                  |                                                  |                                                  |                                                  |                                                  |                                                  |                                                  |  |  |  |  |  |  |  |  |  |  |  |  |  |  |  |  |  |  |  |  |  |  |  |  |  |  |  |  |  |  |  |  |  |  |  |  |  |  |  |  |  |  |  |  |  |  |  |  |
|                                                 |                                                 |                                                 |                                                 |                                                 |                                                 |                                        |                                        |                                            |                                            |                                              |                                              |                                              |                                              |                                              |                                              |                                        |                                        |                                        |                                        |                                                  |                                                  |                                                  |                                                  |                                                  |                                                  |                                                 |                                                 |                                                 |                                                 |                                                |                                                |                                                |                                                |                                               |                                               |                                               |                                               |                                               |                                               |                                              |                                              |                                              |                                              |                                                  |                                                  |                                                  |                                                  |                                                  |                                                  |                                                  |                                                  |                                                  |                                                  |  |  |  |  |  |  |  |  |  |  |  |  |  |  |  |  |  |  |  |  |  |  |  |  |  |  |  |  |  |  |  |  |  |  |  |  |  |  |  |  |  |  |  |  |  |  |  |  |
| Victoria Maria van Hessen-Darmstadt (1863–1950) | Victoria Maria van Hessen-Darmstadt (1863–1950) | Victoria Maria van Hessen-Darmstadt (1863–1950) | Victoria Maria van Hessen-Darmstadt (1863–1950) | Victoria Maria van Hessen-Darmstadt (1863–1950) | Victoria Maria van Hessen-Darmstadt (1863–1950) |                                        |                                        | Elisabeth van Hessen-Darmstadt (1864-1918) | Elisabeth van Hessen-Darmstadt (1864-1918) | Elisabeth van Hessen-Darmstadt (1864-1918)   | Elisabeth van Hessen-Darmstadt (1864-1918)   | Elisabeth van Hessen-Darmstadt (1864-1918)   | Elisabeth van Hessen-Darmstadt (1864-1918)   |                                              |                                              | Irene van Hessen-Darmstadt (1866–1953) | Irene van Hessen-Darmstadt (1866–1953) | Irene van Hessen-Darmstadt (1866–1953) | Irene van Hessen-Darmstadt (1866–1953) | Irene van Hessen-Darmstadt (1866–1953)           | Irene van Hessen-Darmstadt (1866–1953)           |                                                  |                                                  | Ernst Lodewijk van Hessen-Darmstadt (1868-1937)  | Ernst Lodewijk van Hessen-Darmstadt (1868-1937)  | Ernst Lodewijk van Hessen-Darmstadt (1868-1937) | Ernst Lodewijk van Hessen-Darmstadt (1868-1937) | Ernst Lodewijk van Hessen-Darmstadt (1868-1937) | Ernst Lodewijk van Hessen-Darmstadt (1868-1937) |                                                |                                                | Frederik van Hessen-Darmstadt (1870-1873)      | Frederik van Hessen-Darmstadt (1870-1873)      | Frederik van Hessen-Darmstadt (1870-1873)     | Frederik van Hessen-Darmstadt (1870-1873)     | Frederik van Hessen-Darmstadt (1870-1873)     | Frederik van Hessen-Darmstadt (1870-1873)     |                                               |                                               | Alix van Hessen-Darmstadt (1872-1918)        | Alix van Hessen-Darmstadt (1872-1918)        | Alix van Hessen-Darmstadt (1872-1918)        | Alix van Hessen-Darmstadt (1872-1918)        | Alix van Hessen-Darmstadt (1872-1918)            | Alix van Hessen-Darmstadt (1872-1918)            |                                                  |                                                  | Marie van Hessen-Darmstadt (1874-1878)           | Marie van Hessen-Darmstadt (1874-1878)           | Marie van Hessen-Darmstadt (1874-1878)           | Marie van Hessen-Darmstadt (1874-1878)           | Marie van Hessen-Darmstadt (1874-1878)           | Marie van Hessen-Darmstadt (1874-1878)           |  |  |  |  |  |  |  |  |  |  |  |  |  |  |  |  |  |  |  |  |  |  |  |  |  |  |  |  |  |  |  |  |  |  |  |  |  |  |  |  |  |  |  |  |  |  |  |  |